# オイラー類
数学において、特に代数トポロジーにおいて、レオンハルト・オイラー(Leonhard Euler)の名前のついたオイラー類(Euler class)は、向き付けられた(oriented)実ベクトルバンドルの特性類である。他の特性類と同様に、オイラー類は、ベクトルバンドルがどれくらい「ツイストしている」かを測る。オイラー類は古典的概念であるオイラー標数を、滑らかな多様体の接バンドルの場合へ一般化したものである。
本記事を通して、E → X は向き付けられた、ランク r の実ベクトルバンドルである。

## 定義
オイラー類 e(E) は、次のように構成された整数係数コホモロジー群
{\displaystyle H^{r}(X;\mathbf {Z} )}
の元である。E の向き付けは、零元 F0 の補集合 {\displaystyle F\setminus F} の相対(relative)であるそれぞれのファイバー F のコホモロジー
{\displaystyle H^{r}(F,F\setminus F_{0};\mathbf {Z} )}
の生成子を連続的に選択することに相当する。トム同型(Thom isomorphism)より、このコホモロジーは、零切断の補集合 {\displaystyle E\setminus E} に相対な E のコホモロジーの中の向き付け類(orientation class)
{\displaystyle u\in H^{r}(E,E\setminus E_{0};\mathbf {Z} )}
を導く。包含関係
{\displaystyle (X,\emptyset )\hookrightarrow (E,\emptyset )\hookrightarrow (E,E\setminus E_{0}),}
ここに X は零切断として E に含まれる、は写像
{\displaystyle H^{r}(E,E\setminus E_{0};\mathbf {Z} )\to H^{r}(E;\mathbf {Z} )\to H^{r}(X;\mathbf {Z} )}
を誘導する。オイラー類(Euler class) e(E) はこれらの写像の合成による u の像である。

## 性質
オイラー類は、以下の性質を満たし、これらの性質は特性類の公理である。
- 函手性(Functoriality)： F → Y が別の向き付けられた、実ベクトルバンドルで、f : Y → X が連続で向きを保つ写像 F → E により被覆されているとすると、e(F) = f*e(E) である。特に、e(f*E) = f*e(E) である。
- ホイットニー(Whitney)の和公式： F → X を別の向き付けられた実ベクトルバンドルとすると、これらの直和のオイラー類は、 {\displaystyle e(E\oplus F)=e(E)\smile e(F)} で与えられる。
- 正規化(Normalization): E がどこでも 0 とならない切断を持つと、e(E) = 0 である。
- 向き(Orientation): E を E とは反対の向きとすると、e(E) = −e(E) である。

「正規化」は、オイラー類によって 0 にはならない切断の存在が分かるという性質であることに注意する。
他の特性類とは「異なり」、オイラー類はひとつの次元に集中していて、バンドル e(E) ∈ Hr のランクに依存している。すなわち、e0, e1, .... があるわけではない。特に、c0(E) = p0(E) = 1 ∈ H0(X; Z) であり、w0(E) = 1 ∈ H0(X; Z/2Z) であるが、e0 は存在しない。このことは、以下に述べるように、オイラー類が不安定であるという事実を反映している。

### 切断の消滅
（X を向き付けられた滑らかな閉多様体というような）緩やかな条件の下で、オイラー類は、次のような方法で E の切断が消滅する（0 となる）ことへ対応する。σ : X → E を本質的に(generic)滑らかな切断とし、Z ⊆ X をその軌跡とすると、Z は X の余次元 r のホモロジー類 [Z] を表し、e(E) は [Z] のポアンカレ双対を表す。

### 自己交叉
たとえば、Y をコンパクト多様体とすると、X の中の Y の法バンドル(normal bundle)は自然に X の中での Y の自己交叉(self-intersection)と同一視できる。

## 他の不変量との関係
問題のバンドル E がコンパクトで向き付けられた r-次元多様体の接バンドルである特別な場合は、オイラー類は多様体のコホモロジーの最高次数の元であり、自然に基本ホモロジー類上の整数係数のコホモロジー類と同一視される。この同一視により、接バンドルのオイラー類は、多様体のオイラー標数に等しくなる。特性数の言葉では、オイラー標数はオイラー類に対応する特性数である。
このように、オイラー類は接バンドル以外へのオイラー標数の一般化であり、ベクトルバンドル以外の特性類の原型となった。それぞれの最高次数の特性類は、次のようにオイラー類である。
2 による剰余をとることは、写像
{\displaystyle H^{r}(X,\mathbf {Z} )\to H^{r}(X,\mathbf {Z} /2)}
を引き起こす。この写像によりオイラー類の像は、最高次数のスティーフェル・ホイットニー類 wr(E) である。スティーフェル・ホイットニー類は、向き付けを無視したオイラー類とみなすこともできる。
複素ランク d の複素ベクトルバンドル V は実ランク 2d の向き付けられた実ベクトルバンドルとみなすことができる。複素ベクトルバンドルの最高次数のチャーン類 cd(V) は、実バンドルのオイラー類 e(E) に等しい。
ホットニー和 E ⊕ E は、ランク r の複素ベクトルバンドルである E の複素化 E ⊗ C に同型である。オイラー類と比較すると、
{\displaystyle e(E)\cup e(E)=e(E\oplus E)=e(E\otimes \mathbf {C} )=c_{r}(E\otimes \mathbf {C} )\in H^{2r}(X,\mathbf {Z} )}
であることが分かる。

### ポントリャーギン類の平方
ランク r が偶数であれば、コホモロジー類 {\displaystyle e(E)\cup e(E)} はポントリャーギン類 pr/2(E) に等しい。

### 不安定
他の特性類とは異なり、安定ホモトピー論(stable homotopy theory)の意味で、オイラー類は不安定である。不安定を具体的にいうと、このことは 1 が自明バンドルとすると、e(V ⊕ 1) ≠ e(V) となることを意味し、安定はこれらが等しいことを意味する。実際、自明バンドルを加えることは、明白な切断を加えることであり、つまり、自明な成分上に定数を与え、他は 0 で、e(V ⊕ 1) = 0 とすることである。
さらに具体的には、k-次元バンドルのオイラー類を表す分類空間 BSO(k) は不安定類であり、包含写像 BSO(k) → BSO(k+1) で BSO(k+1) の引き戻しではなくなる。直感的いうと、「次元の独立に整合性が定義されて」はいないことになる。
直感的には、オイラー類は次数がバンドル（多様体上であれば接バンドル）の次元に独立な類であることが分かる。オイラー類は常に最高次元であることに対し、他の特性類は固定された次元（第一スティーフェル・ホイットニー類であれば H1 の中に定義される、などなど）を持っている。
オイラー類が不安定であるという事実は、「欠陥」とは見なすべきではない。むしろ、安定ホモトピーの観点からは、「不安定現象」を検出するオイラー類ということを意味する。たとえば、球面の接バンドルは、安定自明であるが自明ではない（普通の球面の包含写像 Sn ⊂ Rn+1 は自明な法バンドルであり、従って、球面の接バンドルに自明バンドルを加えるとユークリッド空間の接バンドルとなり、制限写像 Sn は自明であるのであるが、）。このように、他の特性類は球面ではすべて 0 となるが、オイラー類は偶数次元の球面に対しては 0 とはならず、非自明な不変量となる。

## 例

### 球面
label=n-次元球面 Sn のオイラー標数は、
{\displaystyle \chi (\mathbf {S} ^{n})=1+(-1)^{n}={\begin{cases}2&n{\text{ even}}\\0&n{\text{ odd}}.\end{cases}}}
である。従って、偶数次元の球面の接バンドルには 0 となるような切断は存在しないので、接バンドルは非自明である。つまり、S2n 平行化可能多様体(parallelizable manifold)ではなく、特に、リー群の構造を持たない。
奇数次元の球面 S2n−1 ⊂ R2n に対しては、どこでも 0 とならない切断は、
{\displaystyle (x_{2},-x_{1},x_{4},-x_{3},\dots ,x_{2n},-x_{2n-1})}
で与えられ、オイラー類が消滅することを示している。これはまさに、円の上の普通の切断の n 個のコピーである。
偶数次元の球面のオイラー類が 2[S2n] ∈ H2n(S2n, Z) と対応するように、2つのバンドルのホイットニー和のオイラー類は 2つのバンドルのオイラー類のカップ積であるという事実を使うと、偶数次元の球面の接バンドルには非自明な部分バンドルが存在しないことが分かる。
球面の接バンドルは、安定的自明バンドルであるが自明なバンドルではないので、すべての他の特性類はその上では消滅し、オイラー類は単に、球面の接バンドルの非自明性を検出する通常のコホモロジー類である。さらに深い結果を証明するには、第二コホモロジー作用素(secondary cohomology operation)や K-理論を使う必要がある。

#### 円
円筒は、円の上のラインバンドルであり、自然な射影 R × S1 → S1 がある。この射影はラインバンドルであるので、どこでも 0 となる切断をもり、従って、オイラー類は 0 である。円筒は円上の接バンドルとも同型であり、オイラー類が 0 であるという事実は、円のオイラー標数が 0 であるという事実と対応している。

## 参照項目
- ヴァンデルモンデ多項式（英語版）(Vandermonde polynomial)
- トム同型（英語版）(Thom isomorphism)
- 一般ガウス・ボネの定理

### 他の特性類
- チャーン類
- ポントリャーギン類
- スティーフェル・ホイットニー類